# Randi Bakke
Randi Nilsine Bakke, verheiratete Gjertsen (* 29. Oktober 1904 in Oslo; † 21. Mai 1984 in Nesodden) war eine norwegische Eiskunstläuferin, die im Paarlauf startete.
Als Eiskunstläuferin trat Randi Bakke mit Christen Christensen im Paarlauf an. Zusammen wurden sie von 1929 bis 1936 achtmal in Folge norwegische Meister. Zweimal nahmen sie an Weltmeisterschaften teil. 1933 in Stockholm gewannen sie die Bronzemedaille hinter den Ungarn Emília Rotter und László Szollás und den Österreichern Idi Papez und Karl Zwack. Im Jahr darauf belegten sie in Helsinki den fünften Platz. Bei ihren einzigen Olympischen Spielen wurden Bakke und Christensen 1936 in Garmisch-Partenkirchen Fünfzehnte.

## Ergebnisse

### Paarlauf
(mit Christen Christensen)
| Wettbewerb / Jahr           | 1929 | 1930 | 1931 | 1932 | 1933 | 1934 | 1935 | 1936 |
| --------------------------- | ---- | ---- | ---- | ---- | ---- | ---- | ---- | ---- |
| Olympische Spiele           |      |      |      |      |      |      |      | 15.  |
| Weltmeisterschaften         |      |      |      |      | 3.   | 5.   |      |      |
| Norwegische Meisterschaften | 1.   | 1.   | 1.   | 1.   | 1.   | 1.   | 1.   | 1.   |